# سياحة مفرطة

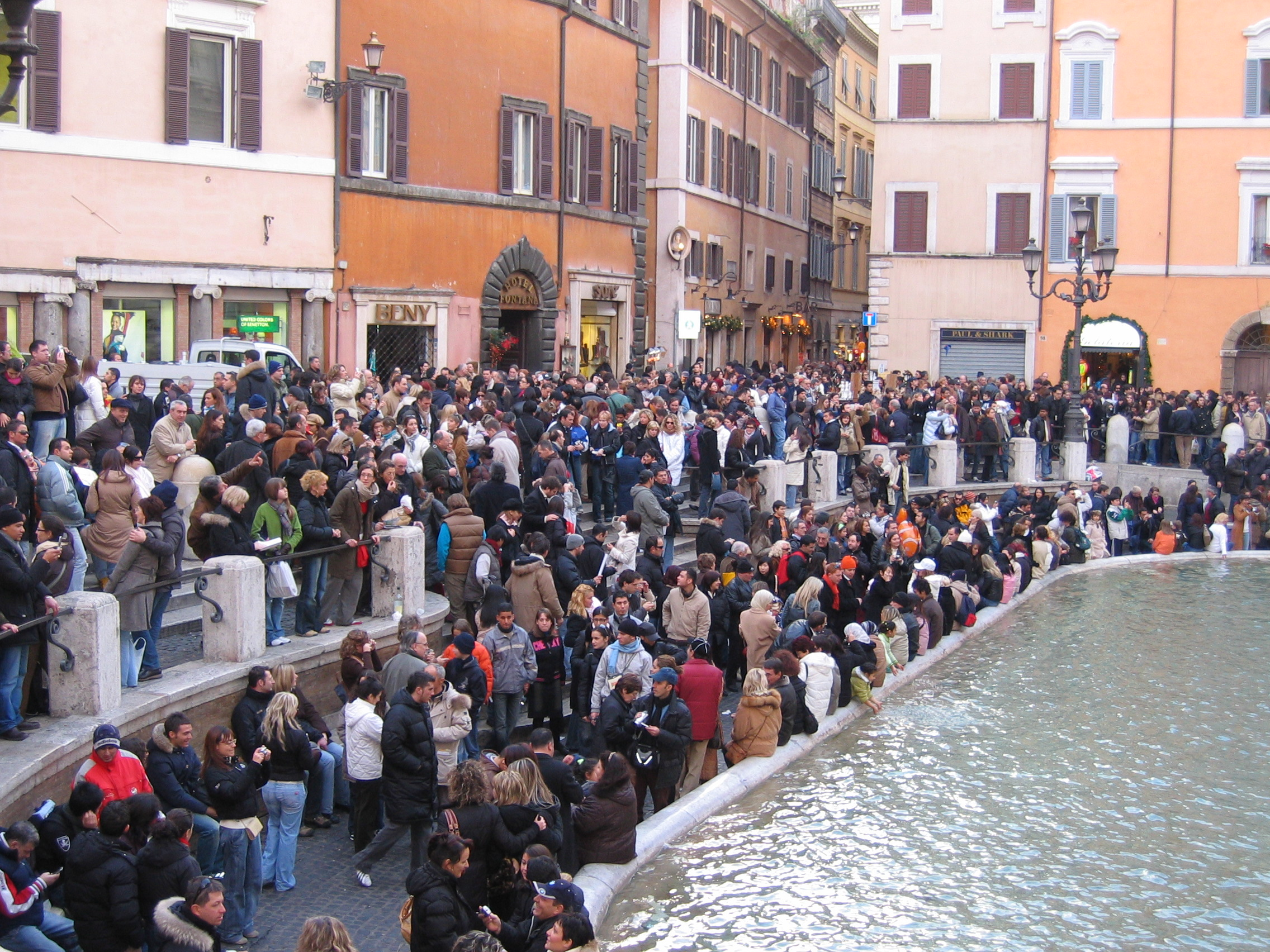
حشود في نافورة تريفي في روما

السياحة المفرطة (بالإنجليزية: overtourism) هي الازدحام أو التزاحم الزائد الناتج
عن كثرة السياح، مما يؤدي إلى صراعات مع السكان المحليين. تعرف منظمة السياحة العالمية السياحة المفرطة على أنها "تأثير السياحة على وجهة سياحية، أو أجزاء منها، الذي يؤثر بشكل زائد على جودة حياة المواطنين و/أو جودة تجارب الزوار بطريقة سلبية". يوضح هذا التعريف كيف يمكن ملاحظة السياحة المفرطة بين السكان المحليين، الذين ينظرون إلى السياحة على أنها عامل تخريبي يثقل كاهل الحياة اليومية بشكل متزايد، وكذلك الزوار، الذين قد يعتبرون الأعداد الكبيرة من السياح مصدر إزعاج. واستخدم هذا المصطلح بشكل متكرر منذ عام 2015، ولكنه الآن هو التعبير الأكثر استخدامًا لوصف الآثار السلبية المتعلقة بالسياحة.

## التوصيف
في عام 2018، وصفت شبكة سي إن إن السياحة المفرطة بأنها "رد فعل سلبي على السياحة" في الوجهات السياحية الشهيرة، وناقشت العديد من المناطق التي كانت تسعى بنشاط إلى تقييد السياحة.
يمكن أن يؤدي نمو السياحة إلى وقوع صراعات حول استخدام الفضاء بين السكان المحليين والمسافرين والزوار اليوميين والسياح الذين يقيمون في الفنادق لعدة ليالٍ. وعلى الرغم من أن الكثير من الاهتمام يولى حالياً لمشكلة السياحة المفرطة في المدن، إلا أنه يمكن أيضاً ملاحظتها في الوجهات الريفية أو في الجزر.
ترتبط السياحة المفرطة بالقدرة الاستيعابية لوجهة ما وبالازدحام حينما يزور الكثير من الناس مكانًا معينًا من أجل الأمان أو الراحة.
تساوي السياحة المفرطة في بعض الأحيان مع السياحة الجماعية بشكل خاطئ. تتضمن السياحة الجماعية وصول مجموعات كبيرة من السياح إلى نفس الوجهة. وبالرغم من أن هذا يمكن أن يؤدي إلى السياحة المفرطة، إلا أن هناك العديد من الوجهات التي تستضيف ملايين الزوار ولا تعاني من السياحة المفرطة (مثل لندن). كما لا تنتج السياحة المفرطة فقط من زوار السياحة الليلية، في أمستردام، على سبيل المثال، حيث تأتي ثاني أكبر مجموعة من الزوار من المناطق المجاورة الذين يزورون المدينة ليوم واحد فقط.
وقد يكون الازدحام المروري نتيجة تأجير السيارات السياحية عاملاً أيضًا. 

## الأسباب
في أوائل السبعينيات من القرن الماضي، حددت ثلاث مشكلات رئيسية متعلقة بنمو السياحة المفرط: (1) وجود عدد كبير من الزوار؛ (2) وجود اضطراب كبير (على سبيل المثال، الضوضاء)؛ (3) وجود آثار جسيمة على المكان (مثل تحول المكان إلى وجهة سياحية وتدمير الطبيعة). تلاحظ السياحة المفرطة بشكل رئيسي، ولكن ليس حصريًا، عندما يزداد عدد الزوار إلى وجهة ما، أو أجزاء منها، بشكل سريع خلال فترة قصيرة من الزمن. كما أنها تشيع بشكل كبير في المناطق التي يشارك فيها الزوار والسكان المحليون نفس الفضاء المادي.
في السنوات الأخيرة، زادت التطورات داخل وخارج صناعة السياحة من التواصل بين السكان المحليين والزوار، وجعلت آثار السياحة أكثر وضوحا. بالإضافة إلى النمو العام في أعداد السياح، تفاقمت مشكلات السياحة المفرطة بسبب التطورات التالية:

### التطورات السياحية
- شركات الطيران منخفضة التكلفة: جعلت الأسعار المنخفضة لشركات الطيران منخفضة التكلفة من السهل على المزيد من الناس السفر في كثير من الأحيان
- الرحلات البحرية: تنمو سياحة الرحلات البحرية بسرعة. خاصة في الوجهات السياحية الشهيرة، ولكن الصغيرة نسبيًا (على سبيل المثال، دوبروفنيك أو أوركني)، ويمكن أن تسبب الرحلات البحرية السياحة المفرطة، عندما تأتي أعداد كبيرة من السياح لزيارة مدينة في نفس الوقت.
- إير بي إن بي: يمكن أن تؤدي خدمات إير بي إن بي وخدمات الإقامة المماثلة عبر الإنترنت إلى زيادة عدد السياح بسبب انخفاض الأسعار (مقارنة بالفنادق أو المؤسسات الأخرى)، وغالبًا ما تكون إجراءات الحجز أبسط وخيارات أوسع من أماكن الإقامة، ومعظمها شقق أو منازل خاصة.
- وسائل التواصل الاجتماعي: تعني زيادة سهولة الاتصال عبر وسائل التواصل الاجتماعي أن الأماكن التي لم تكتشف سابقًا يمكن أن تصبح فجأة ذات شعبية كبيرة، لا سيما عند الترويج لها من قبل المؤثرين على منصات مثل إنستغرام. عند استخدام ميزة تحديد الموقع الجغرافي، يمكن للأشخاص رؤية الإحداثيات الدقيقة للموقع بنقرة زر واحدة. يمكن أن يؤدي تأثير الوسائط الاجتماعية هذا إلى مضاعفة حركة السياحة المتزايدة التي تنشأ غالبًا من حملات التسويق المجددة للوجهات الإقليمية. (غالبًا ما تبدأ مثل هذه الحملات السياحية من قبل الوكالات الحكومية. وغالبًا ما يكون الهدف هو تنشيط منطقة ما بعد حدوث تراجع في الاقتصاد المحلي. )
- النمو السكاني: في الخمسين سنة الماضية، تضاعف عدد سكان العالم. هذا يعني أن السوق أصبح أكبر.[9]
- زيادة التحضر: في السنوات الستين الماضية، نما عدد السكان في المناطق الحضرية بمعدل لم يسبق له مثيل.[10]

### التطورات خارج صناعة السياحة
- نمو عدد السكان ووسائل التنقل: خاصة في الوجهات الحضرية، فقد زاد عدد السكان المحليين والمسافرين اليوميين بشكل سريع في السنوات الأخيرة، مما أدى إلى زيادة الضغط على البنية التحتية والمرافق وزيادة الإحساس بالتزاحم.
- اقتصاد التجربة وأنماط الحياة المتغيرة: زيادة استخدام المرافق الترفيهية من قبل السكان المحليين قد ساهمت في ظهور ثقافة واحدة للمرافق الضيافة وزادت احتمالية مشاركة السكان المحليين والزوار لنفس المساحات.
- المضاربة في سوق الإسكان: يمكن أن تؤدي المضاربة في سوق الإسكان أيضًا إلى نقص المساكن للسكان وزيادة الإيجارات وأسعار المنازل.
- التسوق عبر الإنترنت: إن تأثير التسوق عبر الإنترنت ذو شقين: فقد جعل من الصعب على تجار التجزئة بيع ما يكفي لدفع الإيجارات المرتفعة في الوجهات الشعبية، بينما زاد عدد مركبات النقل التي تتوقف لتسليم البضائع في مراكز المدن ومناطق الضواحي، مما يساهم في الازدحام.
- وسائل التواصل الاجتماعي: وجد السكان أنه من الأسهل أن يتحدوا بسبب ظهور وسائل التواصل الاجتماعي، مما أتاح لهم أن يصبحوا منظمين بشكل أفضل في التعبير عن مخاوفهم فيما يتعلق بالآثار السياحية.

## أمثلة
نشرت العديد من وسائل الإعلام قوائم بالوجهات التي لا ينصح بزيارتها بسبب العدد المفرط للسياح.

### أنتاركتيكا
وفقًا لشبكة سي إن إن، يشعر النشطاء البيئيون بالقلق إزاء تأثير السياحة على القارة القطبية الجنوبية، التي تزايدت بشكل مطرد خلال العقد الذي يلي عام 2010.

### النمسا
كان لبلدة هالشتات في عام 2020 حوالي 780 مواطنًا وأكثر من 10,000 زائر يوميًا، حيث يصل معظمهم عبر الحافلات السياحية ويتوقفون لفترة قصيرة لالتقاط الصور ويغادرون بسرعة. في عام 2020، قامت البلدة بتنفيذ نظام جديد لتقييد دخول الحافلات.

### بوتان
فرضت بوتان رسومًا تتراوح بين 200 إلى 250 دولارًا أمريكيًا في اليوم على السياح بسبب مخاوف تفشي السياحة المفرطة.

### الصين
تضرر سور الصين العظيم بسبب السياحة المفرطة.

### كرواتيا
أصبحت مدينة دوبروفنيك شديدة الإفراط في السياحة بحلول عام 2017 لدرجة أن اليونسكو فكرت في إزالتها من قائمة مواقع التراث العالمي. حددت المدينة عدد الزوار المسموح لهم بتسلق أسوارها واعتبارًا من عام 2017 كانت تخطط للحد من عدد السفن السياحية التي يمكن أن ترسو. في عام 2020، كانوا يفكرون في الحد من عدد المطاعم الجديدة المسموح بفتحها.

### الاكوادور
ضمنت جزر غالاباغوس في قائمة فودور لأماكن لا ينبغي الذهاب إليها في عام 2017 بسبب الأضرار البيئية الناجمة عن السياحة المفرطة. وابتداءً من عام 2017، يتطلب من الزوار استئجار دليل سياحي.

### فرنسا

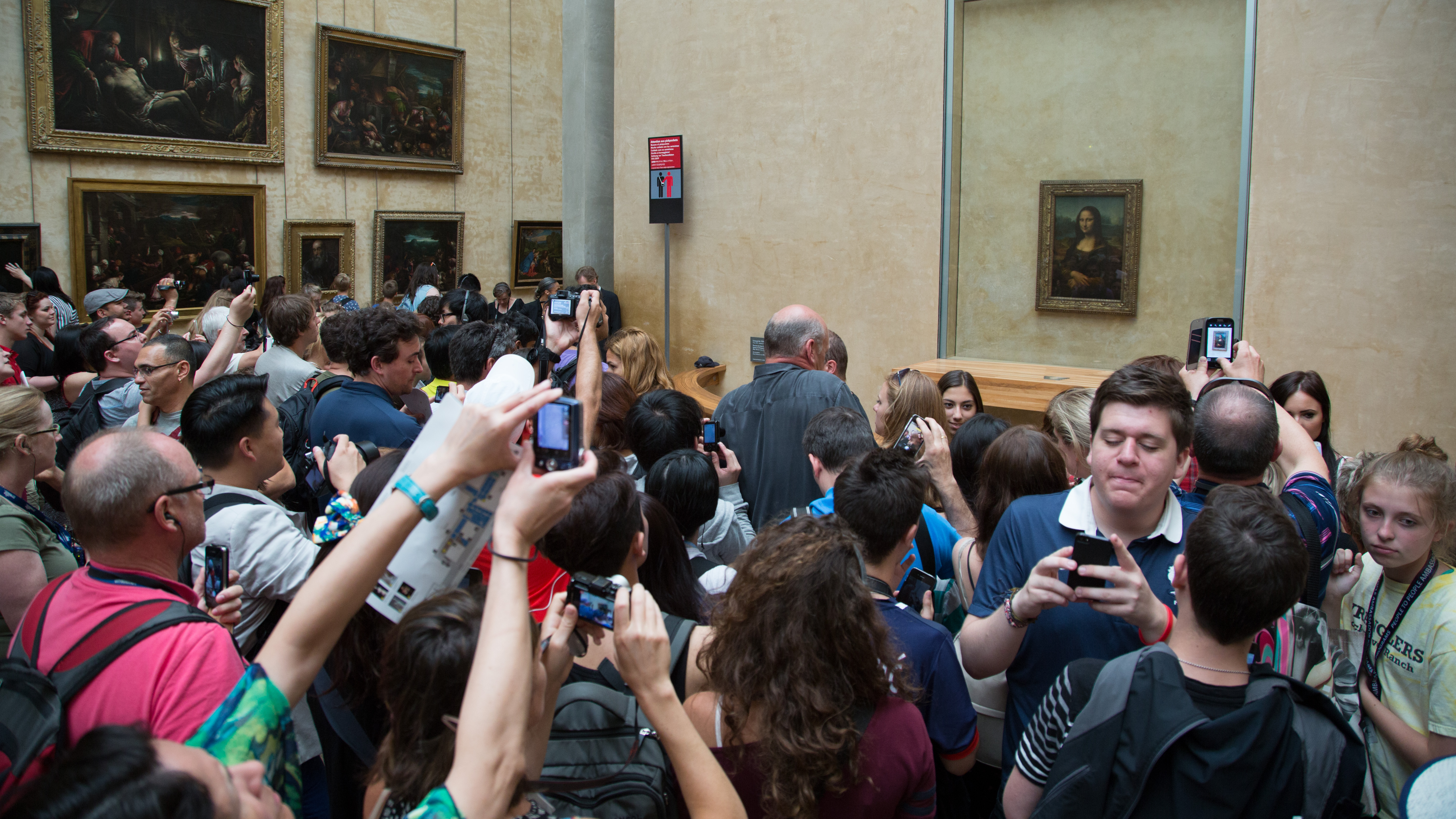
السياحة المفرطة في متحف اللوفر

في باريس، أضرب عمال متحف اللوفر احتجاجًا على ما قالوا إنها ظروف العمل شديدة الاكتظاظ.

### اليونان
في سانتوريني، قييد زوار السفن السياحية بـ 8000 زائر يوميًا بسبب السياحة المفرطة وبعد سنوات كانت الجزيرة التي يبلغ عدد سكانها 15,000 نسمة تستقبل ما يصل إلى 18,000 سائح يوميًا.

### هاواي
في هاواي، ظهر أن تدهور الشعاب المرجانية يزداد سوءًا في المناطق ذات التركيز العالي للسياح.

### أيسلندا
أغلقت منطقة فياذرارجليفور [الإنجليزية] بعد أن جعل فيديو كليب أغنية جاستن بيبر الشهيرة آي ول شو يو (أغنية) [الإنجليزية] المنطقة شديدة الشعبية بحيث اضطرت الحكومة إلى تحسين البنية التحتية فيها.

### الهند
في عام 2019، بدأ تاج محل في تغريم الزوار الذين يبقون لأكثر من ثلاث ساعات. وصف سي إن إن في عام 2017 الحشود بأنها "معاندة".

### إندونيسيا
كانت بالي، في عام 2020، تخطط لضريبة سياحية بقيمة 10 دولارات أمريكية.

### إيطاليا
واجهت البندقية انخفاضًا في عدد السكان بسبب السياحة المفرطة. ففي عام 2019، وصفتها مجلة فوربس بأنها واحدة من "الوجهات السياحية الزائدة بشكل ملحوظ" في العالم. ووصفت شبكة سي إن إن في عام 2017 الحشود بأنها "متعجرفة". وجربت المدينة في عام 2018 استخدام البوابات الدوارة في ساحة سان ماركو للتحكم في عدد الزوار. وفي عام 2020، بلغت ضريبة السياحة اليومية 11 دولارًا أمريكيًا.
في عام 2018، قامت كابري بتجريب طرق لتقييد السياحة اليومية. وقد بلغ عدد زوار سينكو تيري في عام 2015 ما يقدر بحوالي 2.5 مليون زائر، وسعت السلطات المحلية لتقييد عدد الزوار إلى 1.5 مليون في عام 2016، ولكن حدثت ردود فعل سلبية وتم التراجع عن هذا القرار. وقالت شبكة سي إن إن في عام 2017 إن السياح الذين يأتون يوميًا من السفن السياحية ويجوبون المنطقة لبضع ساعات ولا ينفقون المال يتعرضون لانتقادات بسبب الأضرار البيئية التي يسببونها. وقد جعل المسؤولون في روما من الجلوس على عتبات إسبانية [الإنجليزية] غير قانوني، مع فرض غرامات تصل إلى 448 دولارًا أمريكيًا، بسبب الأضرار التي تسببها السياح.

### اليابان
في عام 2019، فرض مسؤولون في مدينة كيوتو غرامة قدرها 92 دولارًا أمريكيًا على السياح الذين يلتقطون صورًا لفنانات الغيشا دون إذنهن.

### نيبال
أصبح جبل إيفرست مفرطًا في السياحة حتى أن المتسلقين يموتون بسبب مرض فشل الجهاز التنفسي الناجم عن التأخير الذي يسببه الاكتظاظ الزائد. وابتداءً من عام 2020، كانت الحكومة النيبالية تخطط لتقييد تصاريح التسلق لأولئك الذين صعدوا قمة نيبالية أخرى بارتفاع 21,325 قدمًا (6,500 متر).

### هولندا
فرضت أمستردام في عام 2019 ضريبة سياحية يومية، وفي عام 2020، ألغت جولات إلى منطقة الضوء الأحمر.

### بيرو

السياح في ماتشو بيتشو

اعتبارًا من عام 2019، حددت بيرو عدد زوار ماتشو بيتشو بـ 5000 يوميًا، لكن اليونسكو تعتقد أنه يجب خفض الحد إلى النصف. ابتداءً من عام 2014، طُلب من السياح الأجانب استئجار دليل. في عام 2020، كان الموقع يخطط لإصدار 5940 تذكرة في اليوم، وهو أكثر من ضعف ما توصي به اليونسكو البالغ 2500 تذكرة للحفاظ على الآثار.

### إسبانيا
في برشلونة، ظهر متظاهرون في الشواطئ السياحية وغيرها من الأحياء المزدحمة بالسياح وكتابات مناهضة للسياح. بحلول عام 2013، كان هناك 9,000,000 زائر يتجولون في منتزه غويل سنويًا، وقد حد المسؤولون من دخول الحديقة إلى 800 ساعة. وقالت صحيفة نيويوركر، "إن تحول منتزه غويل من مساحة عامة مشتركة إلى منطقة ثقافية يشغلها السائحون بشكل شبه حصري يفهمه بعض سكان برشلونة القلقين على أنه قصة عن المصير المحتمل للمدينة نفسها". ووفقًا لألبرت آرياس، الجغرافي في حكومة برشلونة، فإن بيع التذاكر كان "حلًا سيئًا للغاية"، وهو "الاعتراف بالمشكلة من خلال تسييج الأماكن العامة".
ساهمت إير بي إن بي في تفشي السياحة المفرطة، حيث شهدت بعض أجزاء المدينة انخفاضاً بنسبة 45٪ في عدد السكان المقيمين بين عامي 2007 و2019 بسبب قيام المستثمرين بشراء العقارات لاستخدامها كإيجارات قصيرة الأجل عبر المنصة. وبحلول عام 2017، أصبحت السياحة مصدر قلق كبير بين مسؤولي المدينة، حيث أظهر مسح 60 ٪ من السكان يعتقدون أن برشلونة "وصلت أو تجاوزت" قدرتها على استيعاب السياحة.
في عام 2020، كانت برشلونة تخطط للحد من السفن السياحية. في أبريل 2020، نُشر اقتراح لتغيير جذري في تنظيم المدينة، بيان إعادة تنظيم المدينة بعد جائحة كورونا، في برشلونة، وقعه 160 أكاديميًا و300 مهندس معماري. يعتبر البيان حاسمًا بشكل جذري تجاه السياحة وتسليع المدينة، ويقترح: "القضاء على السفن السياحية"، و"الحفاظ على الأبعاد الحالية للمطار"، و"تحفيز النمو السياحي"، و"إلغاء أي استثمار للترويج لعلامة برشلونة التجارية".
تشمل المناطق الأخرى التي تعاني من فرط السياحة في إسبانيا ميورقة ولقنت.

### تايلاند
أغلق شاطئ مايا باي للجمهور بعد أن تسبب تفشي السياحة المفرطة في مشاكل بيئية. وأدرجت حديقة او فانج نجا الوطنية في قائمة فودور لأماكن لا ينبغي الذهاب إليها في عام 2017 بسبب تفشي السياحة المفرطة.

### المملكة المتحدة
في اسكتلندا، نصح المسؤولون في جزيرة سكاي الزوار بعدم القدوم إلا إذا حجزوا مكان إقامة لليلة.

### فيتنام
في هانوي في أكتوبر 2019، اضطر أحد القطارات إلى التوقف في حالة طوارئ بسبب قيام السائحين على المسارات بالتقاط صور سيلفي.

## تدابير ضد السياحة المفرطة

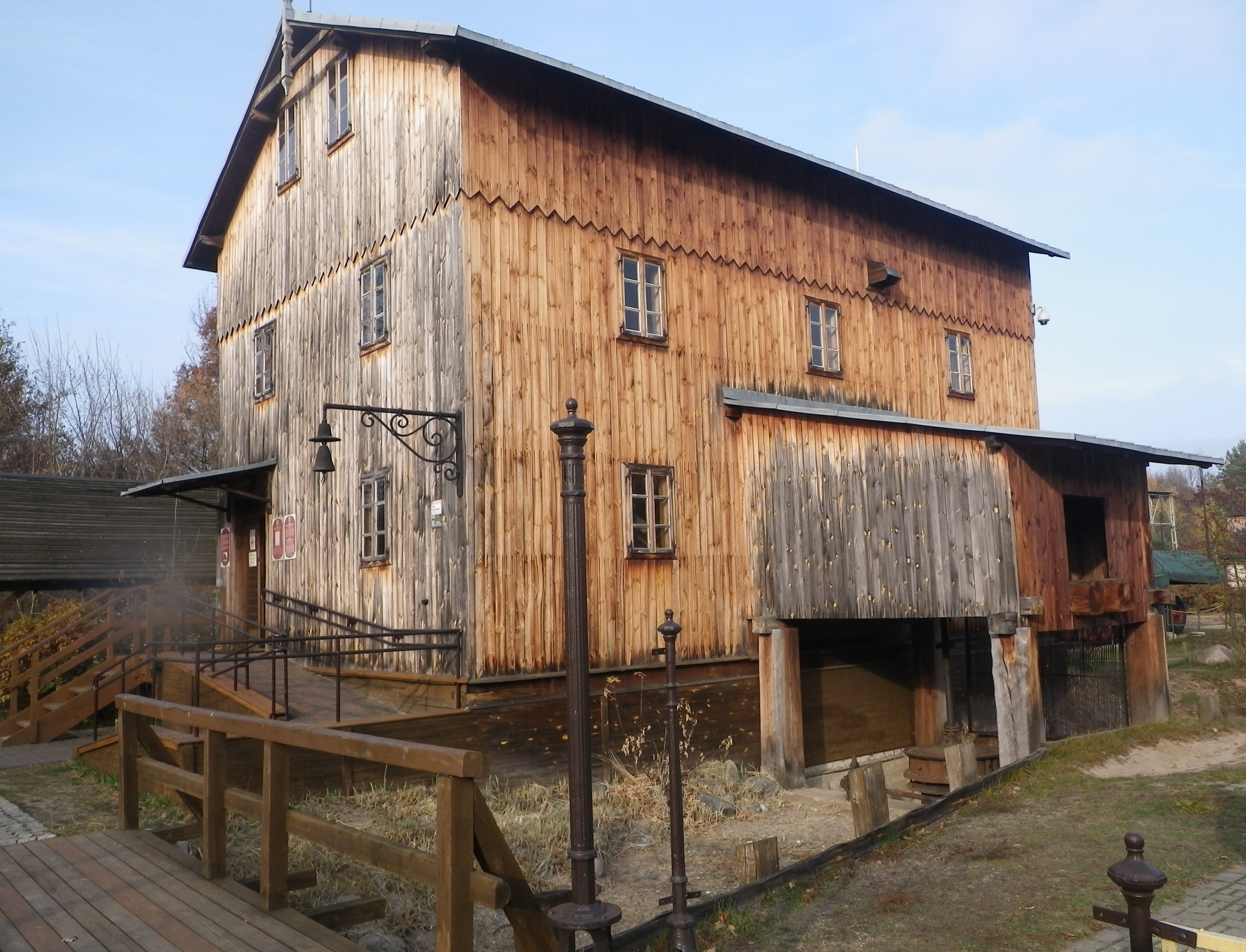
بيليتسا ريفر سكانسن، وهي معلم سياحي جديد في الجزء الوسطى من بولندا.

في سبتمبر 2018، نشرت منظمة السياحة العالمية تقريرًا حول التفشي الزائد للسياحة وكيفية التعامل معه. يسلط التقرير الضوء على أهمية النظر إلى السياحة في سياق محلي ويوضح 11 استراتيجية للتعامل مع التفشي الزائد للسياحة وهي:
1. زيادة التشتت المادي للحشود بين مناطق الجذب المختلفة داخل المدينة / الوجهة؛
2. زيادة التشتت الزمني للسياح (على سبيل المثال، من خلال تشجيع الزيارات في غير موسمها)؛
3. الترويج لمسارات الرحلات والجذب السياحي الجديدة وذات الاهتمامات الخاصة؛
4. الاستخدام الفعال للأنظمة المتعلقة بالسياحة؛
5. تخصيص الأنشطة لقطاعات محددة من سوق السياحة؛
6. ضمان استفادة المجتمعات والمقيمين من السياحة؛
7. خلق تجارب مفيدة لكل من السياح والمقيمين؛
8. توسيع البنية التحتية؛
9. إشراك السكان المحليين في صنع السياسات السياحية؛
10. التواصل مع السياح حول الآثار المحتملة للسياحة على المجتمعات؛
11. استخدم البيانات لرصد المشاكل المتعلقة بالسياحة الزائدة والاستجابة لها.

تقترح شركة الاستشارات ماكنزي أنه لمنع التفشي الزائد للسياحة يجب التركيز على أربعة أولويات:
- بناء قاعدة حقائق شاملة وتحديثها بانتظام.
- وضع استراتيجية للنمو المستدام من خلال تخطيط صارم وطويل الأجل.
- إشراك جميع شرائح المجتمع - التجارية والعامة والاجتماعية.
- ابحث عن مصادر تمويل جديدة.

بالإضافة إلى ذلك، فإن العلاقات العامة والاتصال النظامي أمران أساسيان. يجب جعل الأهداف والتدابير والنجاحات والفشل في إدارة السياحة المحلية شفافة للسكان المحليين حتى تشارك جميع المؤسسات ذات الصلة في هذا الأمر. 

## مقالات ذات صلة
- السياحة البيئية
- آثار السياحة
- السياحة المستدامة
- مأساة المشاع
- الحيوية الحضرية